# 庞振坤
庞振坤（？—？），字应南，清代乾隆时期河南邓州穰东人，于乾隆二十七年中举，曾任广西浔州府武宣县县令和梧州府岑溪县县令。担任县令期间勤政、爱民、兴学、廉洁，深得爱戴。其本人又以睿智、愤世嫉俗闻名，其故事在豫西南一带流传至今。著作有《卓尔堂文集》（现存残本55篇）和《月池四书讲义》，亦有诗歌《泉池》（五律）和《早春游杏山》（七律）留世。以他为题材的古装电视剧《混世奇才庞振坤》于1999年问世。